# Wacky Races (série de 2017)
Wacky Races (Corrida Maluca (português brasileiro) ou A Corrida Mais Louca do Mundo (português europeu)) é uma série animada de televisão criada por Rebecca Himot e Tramm Wigzell. É um reboot da série animada homônima de 1968 da Hanna-Barbera. A série estreou no SVOD no Boomerang serviço nos Estados Unidos, e teve sua estreia internacional em 2017. Wacky Races ganhou uma segunda temporada.

## Personagens

### Principais
- Dick Vigarista e Muttley (dublado por Peter Woodward e Billy West, além disso, os efeitos sonoros de Don Messick são reutilizados em Muttley quando está rindo)
- Penelope Pitstop (dublado por Nicole Parker)
- Peter Perfect (dublado por Diedrich Bader)
- Tiny e Bella - O Horrível Geminado (dublado por Billy West e Tom Kenny)
- I. Q. Ickly (dublado por Jill Talley)
- Pandora Pitstop (dublado por Nicole Parker) - Irmã gêmea e rival da Penélope.
- Brick Crashman (dublado por Christopher Judge)
- P. T. Barnstorm (dublado por Jill Talley)

## Dublagem
| Personagens       | Estados Unidos            | Brasil                                                                                            | Portugal     |
| ----------------- | ------------------------- | ------------------------------------------------------------------------------------------------- | ------------ |
| Dick Vigarista    | Peter Woodward Billy West | Márcio Simões                                                                                     | Rui Oliveira |
| Muttley           | Peter Woodward Billy West | Kadu Rocha                                                                                        | TBA          |
| Penélope Charmosa | Nicole Parker             | Evie Saide                                                                                        | TBA          |
| Peter Perfect     | Diedrich Bader            | Mckeidy Lisita                                                                                    | TBA          |
| Tiny              | Billy West Tom Kenny      | TBA                                                                                               | TBA          |
| Bella             | Billy West Tom Kenny      | Eduardo Borgerth                                                                                  | TBA          |
| I. Q. Ickly       | Jill Talley               | Wirley Contaifer                                                                                  | TBA          |
| Pandora Pitstop   | Nicole Parker             | Linn Jardim (1ª voz) Ana Elena Bittencourt (2ª voz) Priscila Amorim (3ª voz) Linn Jardim (4ª voz) | TBA          |
| Brick Crashman    | Christopher Judge         | TBA                                                                                               | TBA          |
| P. T. Barnstorm   | Jill Talley               | TBA                                                                                               | TBA          |

VOZES ADICIONAIS: Oziel Monteiro, Alexandre Moreno, Carla Pompílio, Márcio Dondi, Paulo Bernardo, Alfredo Martins, Marcelo Coutinho, Carlos Roberto, José Leonardo, Lacarv, Raul Labanca, José Augusto Sendim, Dário de Castro, Ana Lúcia Menezes, Charles Emmanuel, Erick Bougleux, Jacqueline Brandão, Marco Moreira, Luciano Monteiro, Yuri Calandrino, Bia Barros, Ronalth Abreu, Pâmela Rodrigues, Enzo Danemann, Flávia Saddy, Mônica Magnani, Bruno Rocha, Rita Lopes, Marco de Aquino, Christiane Monteiro

DIREÇÃO DE DUBLAGEM: Dário de Castro, Linn Jardim, Bia Barros e Jaqueline Brandão
TRADUÇÃO: Guilherme Menezes
ESTÚDIO DE DUBLAGEM: Cinevideo

## Transmissão
Wacky Races foi lançada internacionalmente, em 2017. O primeiro episódio foi lançado no SVOD do Boomerang serviço nos Estados Unidos em 22 de agosto de 2017. Os outros onze episódios foram lançados em 31 de agosto de 2017. A série estreou no Boomerang na África Sub-Sahariana, em outubro de 2017. Wacky Races estreou no Boomerang, na Austrália, em 14 de agosto de 2017. A série estreou na Índia, na Pogo em 27 de agosto de 2017. A série estreou no Reino Unido no Boomerang no dia 1 de novembro de 2017. A série estreou no Brasil no Boomerang no dia 6 de novembro de 2017. A série estreou em Portugal no Boomerang no dia 26 de abril de 2018.

## Resumo
| Temporada | Temporada | Episódios | Episódios | Originalmente exibido  | Originalmente exibido |
| Temporada | Temporada | Episódios | Episódios | Estreia da temporada   | Final da temporada    |
| --------- | --------- | --------- | --------- | ---------------------- | --------------------- |
|           | 1         | 40        | 40        | 14 de agosto de 2017   | 31 de maio de 2018    |
|           | 2         | 38        | 38        | 29 de novembro de 2018 | 21 de outubro de 2019 |

## Episódios

### 1ª Temporada (2017-2018)
| Episódio (série) | Episódio (temp.) | Título                                                            | Escrito por | Exibição original                          |
| ---------------- | ---------------- | ----------------------------------------------------------------- | ----------- | ------------------------------------------ |
| 1                | 1                | "Ganha-se Umas, Perde-se Outras (BR)" "Ya Win Some, Ya Luge Some" | -           | 14 de agosto de 2017 6 de novembro de 2017 |
| -                |                  |                                                                   |             |                                            |